# Aeroportul Nyingchi Mainling
Aeroportul Nyingchi Mainling (IATA: LZY, ICAO: ZUNZ) este un aeroport din Mainling City⁠(d), Nyingchi⁠(d), Regiunea autonomă Tibet, Republica Populară Chineză ce deservește zona Nyingchi⁠(d). Aeroportul a fost tranzitat în 2022 de 292.609 pasageri. A fost deschis în 1 septembrie 2006 și numit după zona deservită.
Situat la o altitudine de 2.949 m, aeroportul dispune de o singură pistă.